# Dieudonné Bogmis
Dieudonné Bogmis (ur. 12 stycznia 1955 w Nyanonie, zm. 25 sierpnia 2018 w Eséka) – kameruński duchowny katolicki, biskup Eséka od 2004 do śmierci.

## Życiorys
Święcenia kapłańskie otrzymał 30 czerwca 1983.

## Episkopat
9 lutego 1999 papież Jan Paweł II mianował go biskupem pomocniczym archidiecezji Douala oraz biskupem tytularnym Gadiaufala. Sakry biskupiej udzielił mu 10 kwietnia 1999 kardynał Christian Wiyghan Tumi.
15 października 2004 został mianowany biskupem ordynariuszem diecezji Eséka.